# Conospermum teretifolium
Conospermum teretifolium är en tvåhjärtbladig växtart som beskrevs av Robert Brown. Conospermum teretifolium ingår i släktet Conospermum och familjen Proteaceae. Inga underarter finns listade i Catalogue of Life.